# Стрельба в школе Херитейдж
Стрельба в школе Херитейдж — нападение на школу, произошедшее 20 мая 1999 года в городе Коньерс, Джорджия. 15-летний ученик школы Томас «TJ» Соломон, вооружившись пистолетом Ruger .22. открыл огонь по своим одноклассникам, ранив шестерых. Двое пострадавших получили серьезные травмы. Все пострадавшие впоследствии выздоровели. Нападавший был арестован на месте, не оказав сопротивления.

## Нападавший
Т. Дж Соломон родился в 1984 году в г. Коньерсе, в семье среднего класса. Он испытывал трудности с социализацией и страдал от депрессии. Друзья и одноклассники отмечали, что Соломон имел интерес в области огнестрельного оружия, однако это не вызывало серьезных подозрений до трагедии. Позже в его вещах были найдены прощальные записки, где он выражал сожаление о своих действиях. Он утверждал, что не хотел убивать никого, а хотел привлечь внимание к своим внутренним страданиям. В своих показаниях он упоминал о влиянии недавней трагедии в школе Колумбайн, хотя и отрицал намерение повторить её в полном масштабе. Соломон был признан виновным в шести попытках убийства и в 2000 году приговорен к сорока годам лишения свободы, однако в 2016 году подал прошение о условно-досрочном освобождении и покинул тюрьму. Он был освобожден 26 июля 2016 года.